# デービッド・アンドリュー・キース
デービッド・アンドリュー・キース（英語: David Andrew Keith、1960年頃生まれ）は、オーストラリアの生態学者であり、ニューサウスウェールズ大学の教授である。国際自然保護連合（IUCN）の「生態系レッドリスト」の研究を主導し、生物多様性の保全に多大な貢献をしたことで知られている。2025年に、自然と人間の共生に寄与した研究者に贈られるコスモス国際賞を受賞した。

## 経歴
キースは、オーストラリアの植生に関する研究を基盤に、生態系の消失危険性を評価する手法や、生態系を分類する世界的な基準を確立した。これらの研究は、国際自然保護連合（IUCN）の「生態系レッドリスト」の構築に大きく寄与し、生物多様性保全のための科学的基盤を提供した。彼の業績は、生態系の保護と持続可能な管理に新たな枠組みをもたらし、国際的に高く評価されている。

## 受賞
- 2025年 - コスモス国際賞：生態系レッドリストの研究と生物多様性保全への貢献が評価された[1]。